# 豊川

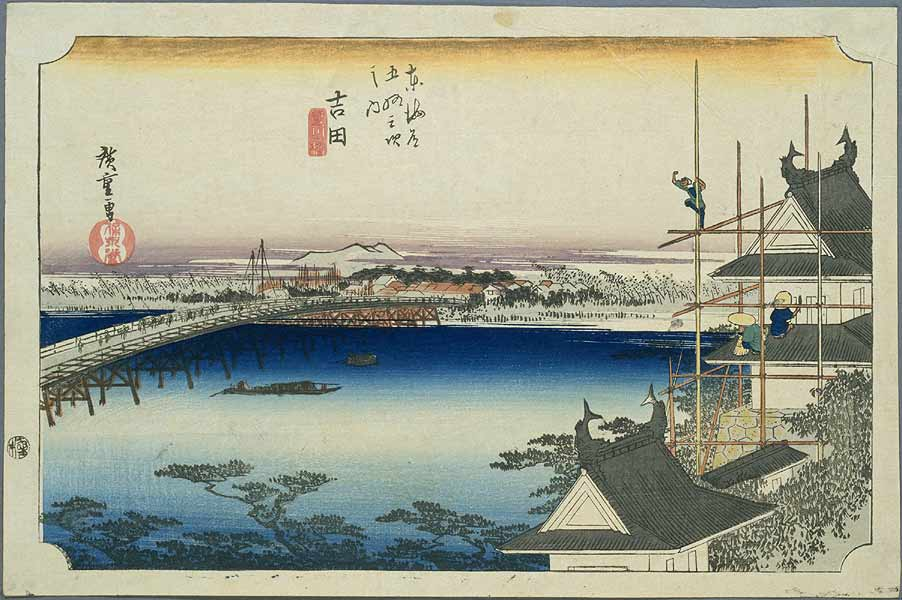
歌川広重

豊川（とよがわ）は、愛知県東部を流れ三河湾に注ぐ一級河川。

## 概要
一級水系の本流。平成17年全国一級河川の水質現況によれば、でBOD平均値が全国20位（162河川中）となるなど清浄な水質の川であり、東三河地域における水がめともなっている。宇連川との合流分以北では寒狭川と呼ばれることがある。豊川用水の取水元のひとつ。

## 地理
愛知県北設楽郡設楽町段戸山（標高1,152m）に源を発し南流。愛知県東部の山間部を流れ、長篠城址付近で宇連川を合わせ豊橋平野に流れる。豊川市行明町付近で豊川放水路を分け、豊橋市の西部でこれと再度合流しながら三河湾（渥美湾）に注ぐ。

## 流域の自治体
愛知県
設楽町、新城市、豊川市、豊橋市

## 歴史
治水の歴史
江戸時代に、川下の吉田（現在の豊橋市中心部）を洪水から守るため、その上流に鎧堤と呼ばれる不連続な堤防が建設された。昭和に入り、治水のために豊川放水路事業が開始され1965年に完成。放水路の完成に伴い右岸の不連続な堤防は締め切られて連続した堤防になった。現在では下流の水不足解消のため、設楽ダムが計画にある。
鎧堤
鎧堤（よろいづつみ・よろいてい）とは緩流河川型の霞堤のことであるが、この地ではもともと鎧堤もしくは羽衣堤（はごろもてい）と呼ばれていた。明治期に作られた単語「霞堤」が広がり、この地域でも霞堤と呼ばれることが主流になった。
豊川の最上流の東上霞堤付近の河床勾配は約1/700と比較的急であるが、江島・賀茂・二葉霞堤付近で約1/900、三上・当古霞堤付近で約1/1800と次第に緩くなり、下条・大村・牛川霞堤付近で約1/7000と極端に緩くなっている。
9つの遊水地域における総湛水量は約1540万m'であり、かなり大きなダムの洪水調節容量に匹敵している。ただし、東上霞堤での湛水量はこの総量の約1%を占めるに過ぎず、河床勾配が急な場合の遊水効果の限界性を示している。
なお、大村霞堤では、水量が増して六合水に達した場合(堤防の六割りの高さに水嵩が達するの意)に、大村宮井戸に乗越堤が設けてあり、そこから遊水を下流に越流させ、上流の遊水量を調 節する工夫も施されていた。その目的は、狭窄部下流の吉田城下(今の豊橋)の氾濫防止、吉田橋の安全、舟運路の維持にあったと言われている。
郡の境界
宇連川から寒狭川・宇連川分岐点以南の豊川本流の大部分は、長らく宝飯郡・設楽郡（西岸）と渥美郡・八名郡（東岸）の境界をなしていた。
名称の変遷
古くは飽海川（あくみがわ）、吉田川（よしだがわ）、のちに「住民を潤す豊かな川であるように」という願いから、豊川（とよがわ、とよかわ）と呼ばれていた。また、旧国名の穂国（ほのくに）から「ほの川」と呼ばれ、「ほうのかわ」→「豊川（ほうかわ）」→「豊川（とよかわ）」と変遷したとする説もある。
現在、河川名は新河川法により豊川（とよがわ；濁音）とされている。清音の（とよかわ）は、宝飯郡豊川郷から由来し現在の豊川市の読みに継承されている。

## 周辺地域への影響
豊川市立一宮西部小学校（当時の一宮町立一宮西部小学校）の校歌（制定年不明）の1番において、豊川の水の「広々とした土地へ水流豊かに巡るさま」が、また、豊川市立一宮中学校（当時の宝飯郡一宮町立一宮中学校）の1951年に制定された校歌の2番において、豊川の水の「四季折々の幸せをもたらすさま」が歌われている。
令和5年6月2日三河豪雨が発生し多くの被害が発生した。

## 主な支流
一級河川のみを下流側から順に記載する。
| 河川          | よみ                    | 次数    | 管理者                | 主な経過地                     | 河川延長 （km） | 備考 |
| ------------- | ----------------------- | ------- | --------------------- | ------------------------------ | --------------- | ---- |
| 豊川          | とよがわ                | 本川    | 中部地方整備局 愛知県 | 設楽町、新城市、豊川市、豊橋市 | 77              |      |
| 朝倉川        | あさくらがわ            | 1次支川 | 愛知県                | 豊橋市                         | 8.63            |      |
| 内山川        | うちやまがわ            | 2次支川 | 愛知県 豊橋市         | 豊橋市                         |                 |      |
| 神田川        | かんだがわ              | 1次支川 | 愛知県                | 豊橋市                         |                 |      |
| 三輪川        | みわがわ                | 2次支川 | 愛知県                | 豊橋市                         |                 |      |
| 嵩山川        | すせがわ                | 2次支川 | 愛知県                | 豊橋市                         |                 |      |
| 豊川放水路    | とよかわほうすいろ      | 1次支川 | 中部地方整備局        | 豊川市、豊橋市                 |                 | 分流 |
| 善光寺川      | ぜんこうじがわ          | 2次支川 | 愛知県 豊川市         | 豊川市                         | 2.5             |      |
| 江川          | えがわ                  | 2次支川 | 愛知県                | 豊橋市                         |                 |      |
| 古川          | ふるかわ                | 1次支川 | 愛知県 豊川市         | 豊川市                         |                 |      |
| 馬越川        | まごしがわ              | 1次支川 | 愛知県                | 豊川市、豊橋市                 |                 |      |
| 間川          | あいだがわ              | 1次支川 | 中部地方整備局 愛知県 | 豊川市、豊橋市                 |                 |      |
| 安川          | やすかわ                | 2次支川 | 愛知県                | 豊橋市                         |                 |      |
| 境川          | さかいがわ              | 1次支川 | 愛知県                | 豊川市、新城市                 |                 |      |
| 宇利川        | うりがわ                | 1次支川 | 愛知県                | 新城市                         |                 |      |
| 野田川        | のだがわ                | 1次支川 | 愛知県                | 新城市                         |                 |      |
| 田町川        | たまちがわ              | 1次支川 | 愛知県                | 新城市                         |                 |      |
| 大入川        | だいにゅうがわ          | 1次支川 | 愛知県 新城市         | 新城市                         |                 |      |
| 宇連川        | うれがわ                | 1次支川 | 愛知県                | 設楽町、新城市                 |                 |      |
| 黄柳川        | つげがわ                | 2次支川 | 愛知県                | 新城市                         |                 |      |
| 大島川        | おおしまがわ            | 2次支川 | 愛知県                | 新城市                         |                 |      |
| 亀渕川        | かめぶちがわ            | 2次支川 | 愛知県                | 新城市                         |                 |      |
| 海老川        | えびがわ                | 1次支川 | 愛知県                | 新城市                         |                 |      |
| 巴川          | ともえがわ              | 1次支川 | 愛知県                | 新城市                         |                 |      |
| 島田川 岩波川 | しまだがわ いわなみがわ | 2次支川 | 愛知県 新城市         | 新城市                         |                 |      |
| 当貝津川      | とうかいづがわ          | 1次支川 | 愛知県                | 新城市、設楽町                 |                 |      |
| 栗島川        | くりしまがわ            | 2次支川 | 愛知県                | 設楽町                         |                 |      |
| 江ヶ沢川      | えがさわがわ            | 1次支川 | 設楽町 中部地方整備局 | 設楽町                         |                 |      |
| 鹿島川        | かしまがわ              | 1次支川 | 設楽町 中部地方整備局 | 設楽町                         |                 |      |
| 境川          | さかいがわ              | 1次支川 | 中部地方整備局 設楽町 | 設楽町                         |                 |      |

その他
- 牟呂用水 - 牟呂松原頭首工で豊川から取水する農業用水路。
- 豊川用水 - 大野頭首工で宇連川から取水する農業用水路。

## 橋梁
下流より
- 豊川橋（国道23号豊橋バイパス：橋長650m）
- 渡津橋（国道23号）
- 上渡津橋（愛知県道502号豊橋環状線）
- 豊川橋梁（東海道新幹線）
- 豊川橋梁（東海道本線）
- 豊川橋梁（飯田線）
- 豊川橋梁（名鉄名古屋本線）
- 豊橋（愛知県道496号白鳥豊橋線）
- 吉田大橋（国道1号）
- 上吉田大橋（予定：愛知県道502号豊橋環状線）
- 下条橋（愛知県道394号中条豊橋線）
- 当古橋（国道362号）
- 三上橋（愛知県道31号東三河環状線）

- 賀茂橋（愛知県道499号石巻萩平豊川線）
- 豊川橋（東名高速道路）
- 金沢橋（愛知県道381号豊津石巻萩平線）

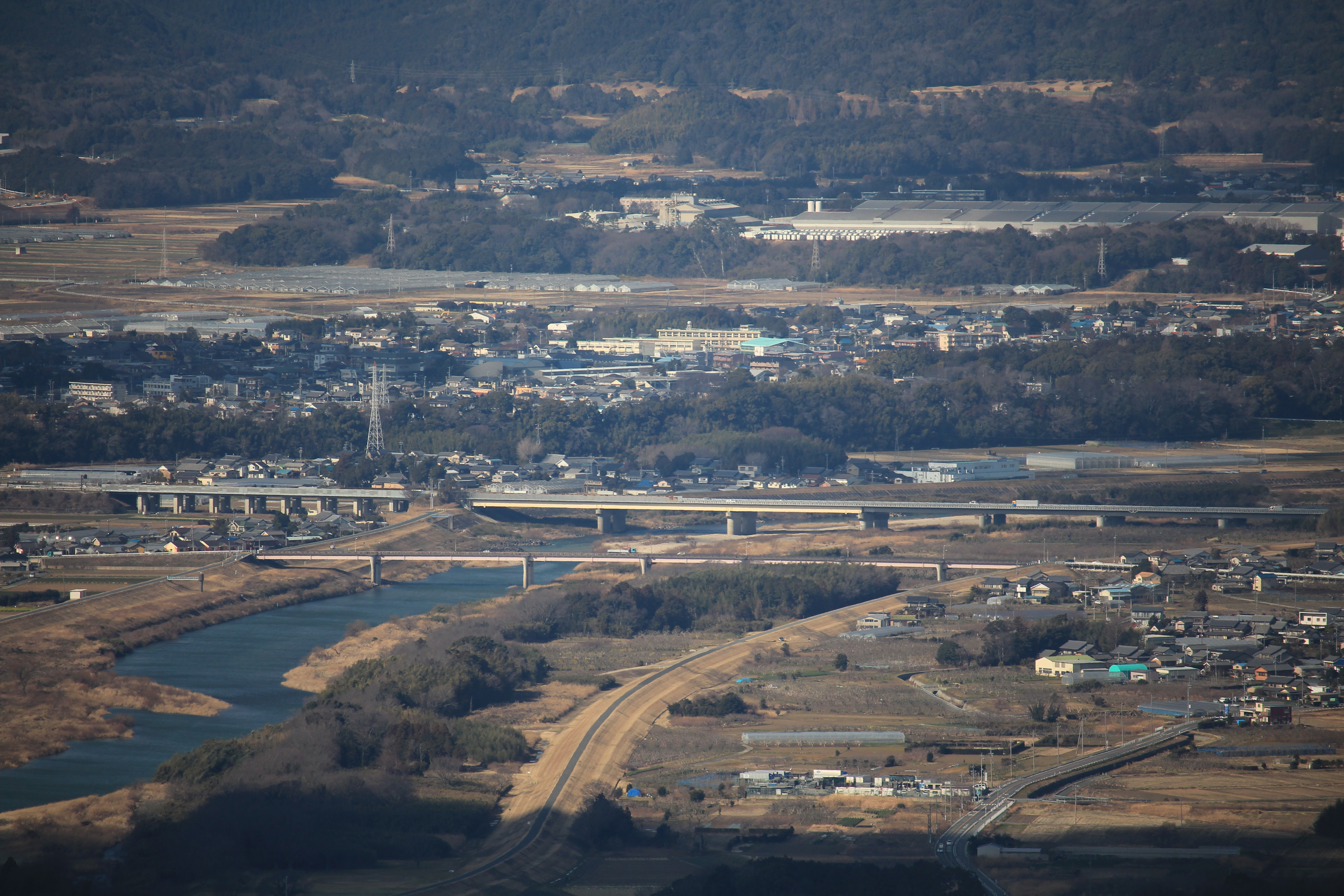
石巻山から望む豊川に架かる愛知県道499号石巻萩平豊川線の賀茂橋とその上流の東名高速道路の豊川橋

- 江島橋（愛知県道391号金沢江島停車場線）
- 海倉橋
- 野田城大橋（愛知県道392号・静岡県道303号新城引佐線）
- 新城橋（国道301号）
- 笠岩橋
- 弁天橋（愛知県道392号・静岡県道303号新城引佐線）
- 長篠城大橋（新東名高速道路）
- 牛淵橋（愛知県道439号能登瀬新城線）
- 長篠大橋（国道151号）
- 長篠橋（国道257号(旧・国道151号)）
- 寒狭峡大橋（国道257号）
- 寒狭橋（国道420号）
- 椎平橋
- 小松橋（国道257号）
- 只持橋（国道257号）
- 源氏橋
- 田峰橋（県道379号）
- 新清嶺橋（国道257号）
- 清嶺橋
- 鮎美橋
- 田内橋
- 箱上橋または弁天橋（旧田口線第三寒狭川橋梁）
- 平野橋または高鉄橋（旧田口線第四寒狭川橋梁）

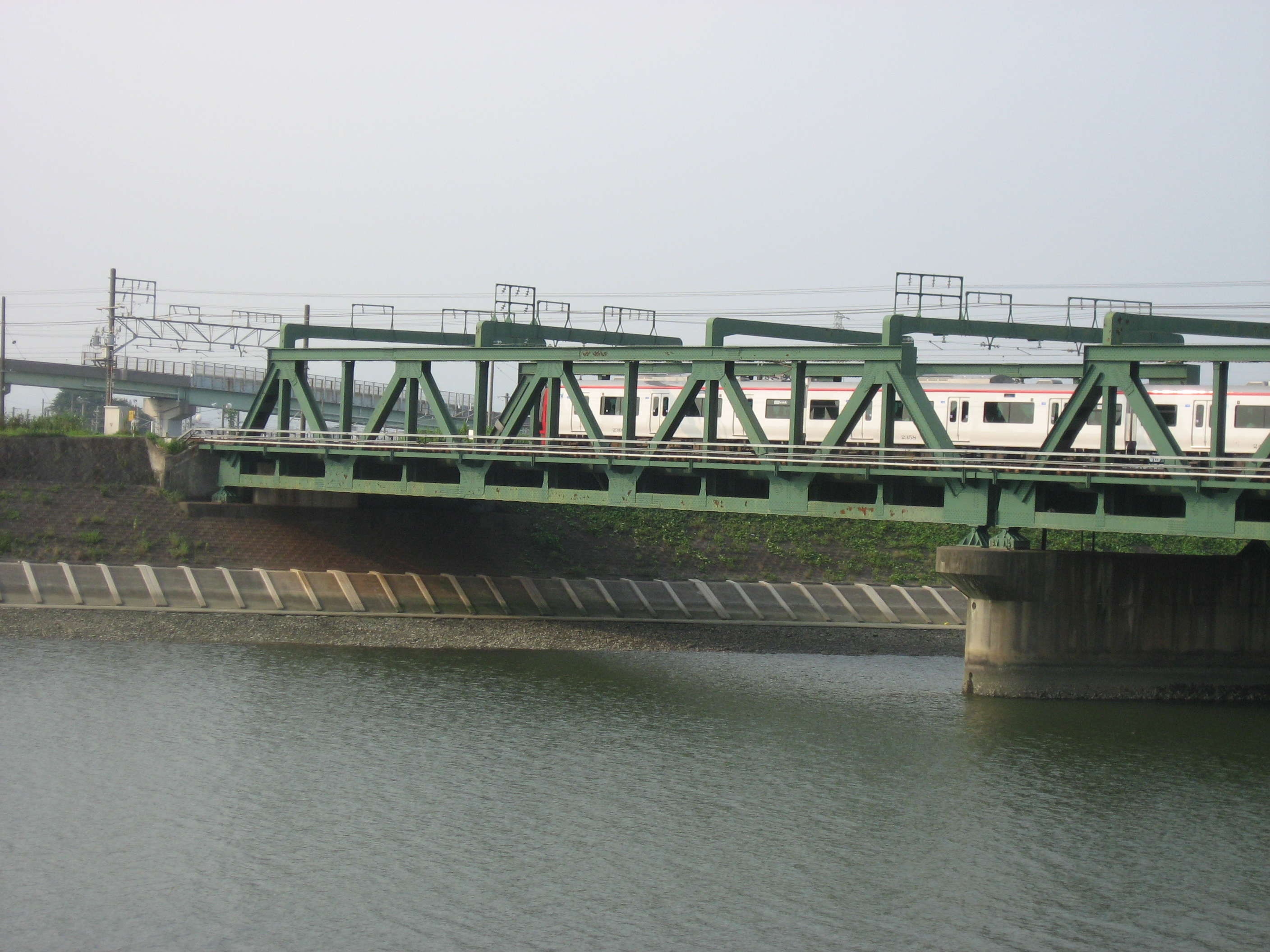
JRの豊川放水路橋梁を渡る名鉄電車

豊川放水路（下流より）
- 前芝大橋（国道23号）
- 豊川放水路橋梁（東海道新幹線）
- 新橋（愛知県道386号平井牟呂大岩線）
- 見潮時橋
- 豊川放水路橋梁（JR東海道本線・飯田線）
- 豊川放水路橋梁（名鉄名古屋本線）
- 高橋（愛知県道496号白鳥豊橋線）
- 小坂井大橋（国道1号）
- 篠束橋
- 正岡橋（愛知県道400号豊橋豊川線）
- 塚田橋
- 行明橋
- 柑子橋（愛知県道380号豊橋一宮線）

## 事故
2018年9月、同年8月に新城市庭野地内の豊川で水難事故2件で2名の死者をだしたことを受け、豊川水系で過去10年で事故20件・死者20人、と重大な水難事故の多さを国土交通省中部整備局の豊橋河川事務所が注意喚起した。

### 水難事故例
- 2013年5月1人午後、新城市桜渕で、24歳の会社員が高さ16mの笠岩橋から飛び込み、溺れて死亡。同僚らとバーベキューに来ていた[10]。

- 2014年9月7日、豊橋市賀茂町の豊川で、ブラジル国籍の同市で働く47歳の会社員男性が、流されて死亡[11]。

- 2016年、新城市庭野松本の豊川で、ビール7本ほど飲んだ水着の26歳男性が、川で溺れ死亡。発見された場所の水深は約5mあった。

- 2018年8月11日、庭野地内で、18歳の男性が川遊び中に流された靴をとりに行き溺死。

- 2018年8年14日、庭野地内で、14歳の男性が川遊び中にいなくなり、川底で発見されたが死亡。

- 2024年6月、新城市野田で、川に着水したラジコンを取りに行った70代くらいの男性が帰ってこず、川底で意識不明の重体で見つかり死亡[12]。

- 2024年8月11日午後、愛知県豊橋市賀茂町を流れる豊川で、知人と遊んでいた25歳のベトナム人男性が死亡。現場は東名高速道路の豊川インターチェンジから東へおよそ1kmの場所[13]。

- 2024年9月7日夕方、新城市愛郷で、鮎釣りに来ていた70代くらいの男性が流され死亡[14]。